# Darwiniothamnus lancifolius
Darwiniothamnus lancifolius là một loài thực vật có hoa thuộc họ Asteraceae.
Loài này chỉ có ở Ecuador.